# Nowo seło (gmina)
Nowo seło (bułg. Община Ново село) – gmina w północno-zachodniej Bułgarii, w obwodzie Widyń.

## Miejscowości
Miejscowości wchodzące w skład gminy Nowo seło:
- Fłorentin (bułg.: Флорентин),
- Jasen (bułg.: Ясен),
- Negowanowci (bułg.: Неговановци),
- Nowo seło (bułg.: Ново село) − siedziba gminy,
- Winarowo (bułg.: Винарово).